# Stictoleptura sambucicola
Stictoleptura sambucicola là một loài bọ cánh cứng trong họ Cerambycidae.